# Parankylopteryx maculata
Parankylopteryx maculata is een insect uit de familie van de gaasvliegen (Chrysopidae), die tot de orde netvleugeligen (Neuroptera) behoort. 
Parankylopteryx maculata is voor het eerst wetenschappelijk beschreven door Kimmins in 1939.